# Ô-de-Selle
Ô-de-Selle is een fusiegemeente (commune nouvelle) in het Franse departement Somme (regio Hauts-de-France). De gemeente maakt deel uit van het arrondissement Amiens.

## Geschiedenis
Ô-de-Selle is op 1 januari 2019 ontstaan door de fusie van de gemeenten Lœuilly, Neuville-lès-Lœuilly en Tilloy-lès-Conty.

## Geografie
De oppervlakte van Ô-de-Selle bedraagt 26,72 vierkante kilometer; Op 1 januari 2022 was de bevolkingsdichtheid 43,2 inwoners per km².

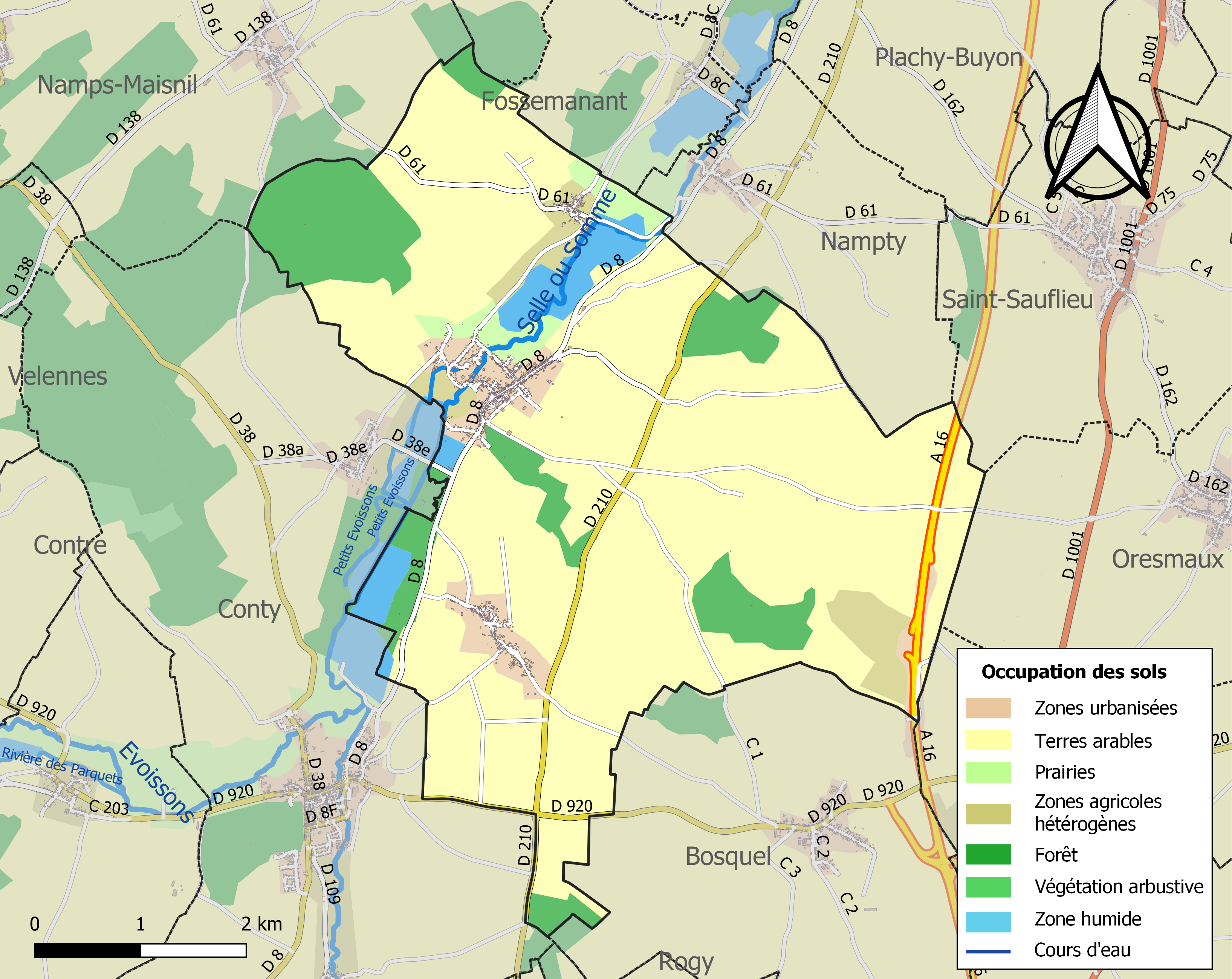
Kaart van de gemeente met de belangrijkste infrastructuur, bodemgebruik en omliggende gemeenten

## Demografie
Ô-de-Selle telde in 2017 1205 inwoners. Op 1 januari 2022 telde de gemeente 1.153 inwoners.
Ailly-sur-Noye · Aubvillers · Bacouel-sur-Selle · Belleuse · Bosquel · Brassy · Chaussoy-Epagny · Chirmont · Contre · Conty · Cottenchy· Coullemelle · Courcelles-sous-Thoix · Dommartin · Esclainvillers · Essertaux · Estrées-sur-Noye · La Faloise · Flers-sur-Noye · Fleury · Folleville · Fossemanant · Fouencamps · Fransures · Frémontiers · Grattepanche · Grivesnes · Guyencourt-sur-Noye · Hallivillers · Jumel · Lawarde-Mauger-l'Hortoy · Louvrechy · Mailly-Raineval · Monsures · Namps-Maisnil · Nampty · Ô-de-Selle · Oresmaux · Plachy-Buyon · Prouzel · Quiry-le-Sec · Remiencourt · Rogy · Rouvrel · Saint-Sauflieu · Sauvillers-Mongival · Sentelie · Sourdon · Thézy-Glimont · Thoix · Thory · Velennes